# Tag der Ziegel
Mit dem Begriff Tag der Ziegel (frz. Journée des tuiles) wird ein Aufbegehren der Stadt Grenoble und der Provinz Dauphiné im Jahr 1788 bezeichnet. Die Verlaufsformen und die Forderungen wiesen auf die Französische Revolution voraus. Im Gegensatz zu den Protesten in anderen Parlementsstädten dominierte in Grenoble eindeutig der Dritte Stand.   

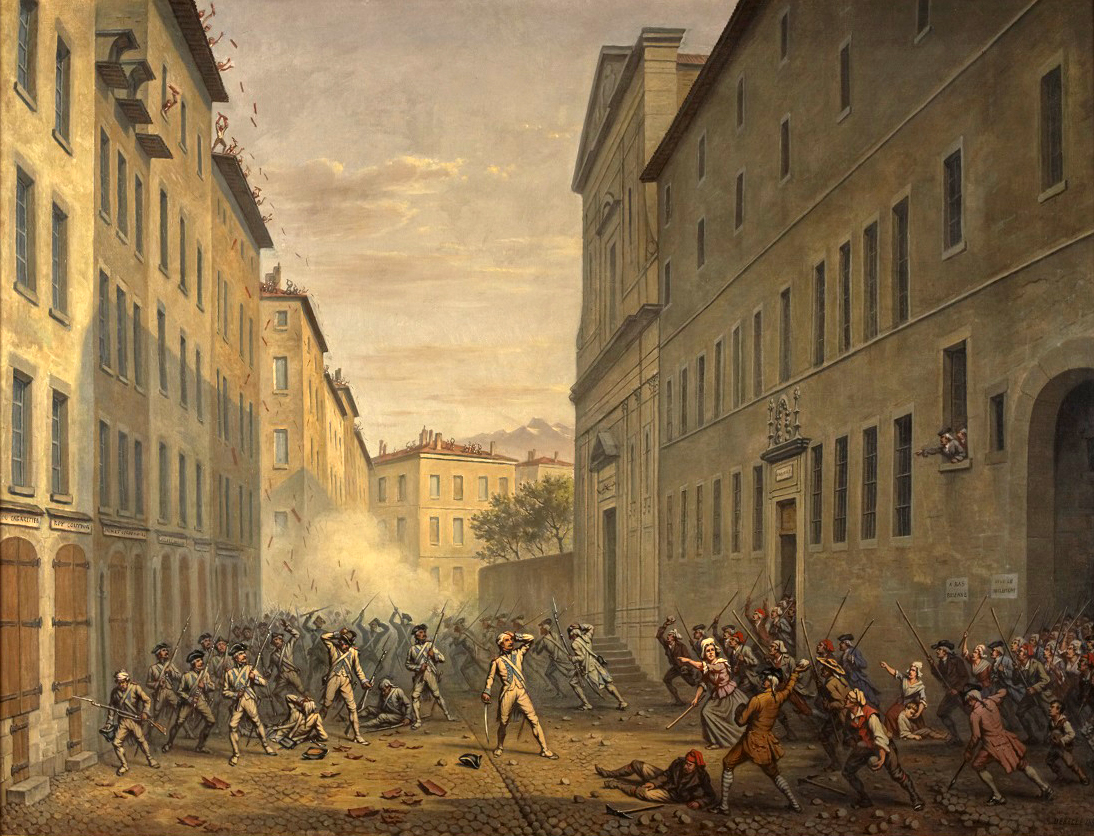
Journée des tuiles Gemälde von Alexandre Debelle

## Vorgeschichte
Im Konflikt um eine Lösung der Staatsschuldenfrage war 1787 die Notabelnversammlung gescheitert. Die Parlemente in Paris und den Provinzen setzten die Opposition gegen die Reformvorschläge des Ministers Brienne fort und verlangten die Einberufung der Generalstände. Am 6. August 1787 erzwang Ludwig XVI. mit Hilfe eines lit de justice die Registrierung eines Stempelsteuergesetzes,  was das Parlement von Paris zuvor verweigert hatte. Das Parlement erklärte den Vorgang sofort für rechtswidrig. Der König verbannte das Parlement daraufhin nach Troyes, musste aber erleben, dass sich nicht nur die Pariser Bevölkerung, sondern auch die Provinzparlemente mit ihren Pariser Kollegen solidarisch erklärten. Nachdem Brienne eingelenkt hatte, die Rückkehr des Pariser Parlements erlaubt und die Einberufung der Generalstände angekündigt hatte, kam es um eine Staatsanleihe erneut zum Konflikt. Das Parlement erklärte in diesem Zusammenhang die Befehle des Königs in Form der sogenannten lettre de cachet für unvereinbar mit dem öffentlichen Recht und dem Naturrecht. Der König wurde von Beratern veranlasst, den Konflikt durch eine offene Konfrontation zu entscheiden. Die Rechte der Parlemente wurden massiv beschnitten. Sie verloren das Recht, die königlichen Edikte zu registrieren und damit offiziell in Kraft zu setzen. Das Parlement proklamierte daraufhin am 3. Mai 1788 als Grundgesetze des Reiches, dass die Steuerbewilligung Sache regelmäßig einzuberufener Generalstände sein müssten und dass die Parlemente das Recht hätten, die Gesetze zu prüfen. Der König ließ zwei Wortführer des Parlements verhaften und beurlaubte das Parlement. Der Unmut in Paris übertrug sich auf die Parlemente der Provinzen. Zu Protesten kam es in allen Parlementsstädten. Besonders heftig waren die Unruhen in Pau, Rennes und Grenoble.

## Verlauf

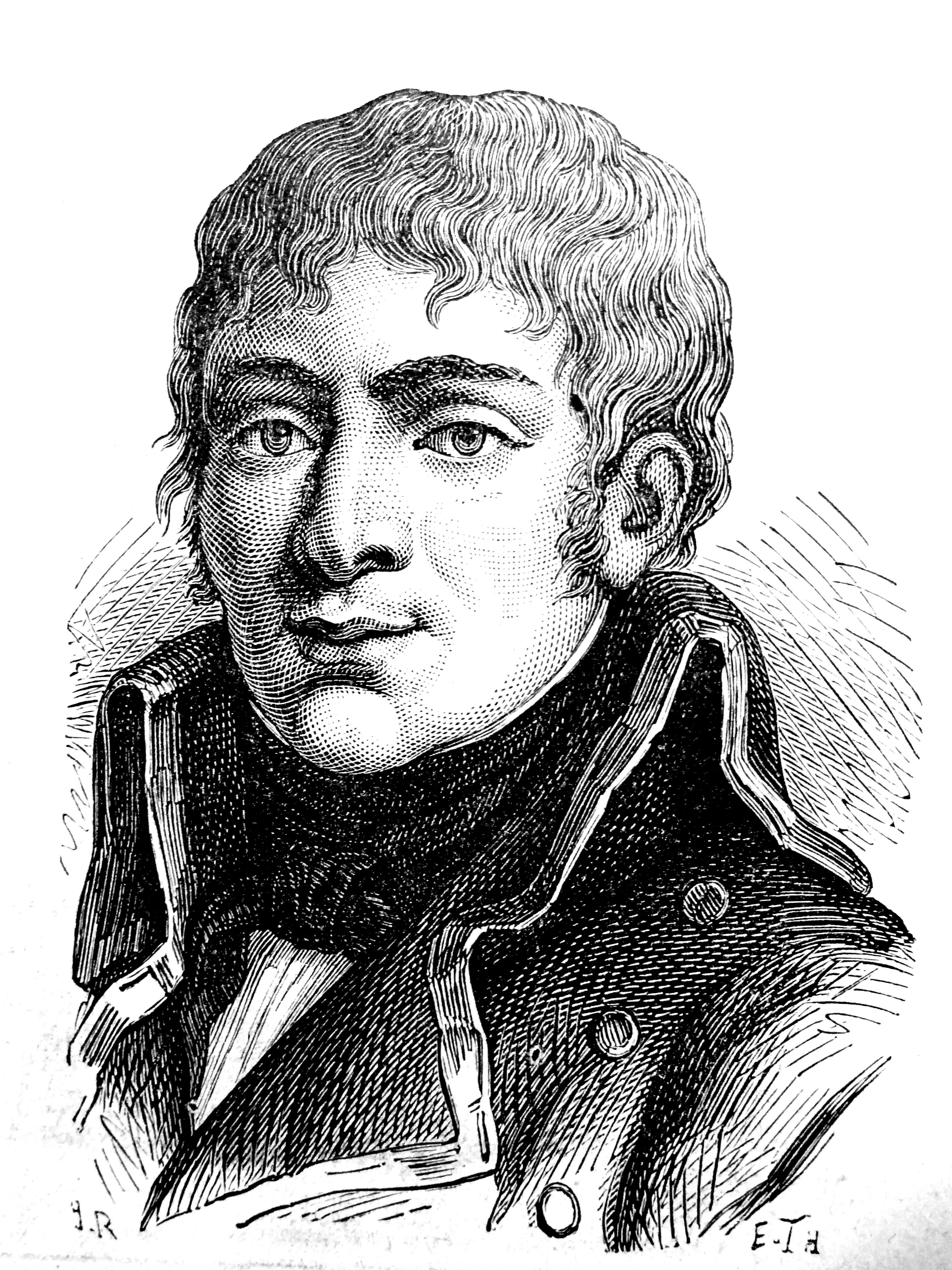
Jean-Joseph Mounier

Der Unmut in Grenoble, Sitz des Parlements der Dauphiné, war besonders folgenreich. Auch dieses Parlement wurde faktisch geschlossen. Aber es trat dennoch zusammen. Daraufhin wurden die Mitglieder des Parlements aus der Stadt ausgewiesen. Die Unruhen verbanden sich mit sozialer Unzufriedenheit insbesondere infolge gestiegener Preise. Die Behörden gingen ausgerechnet an einem Samstag, an dem Markttag war, gegen das Parlement vor. Zwei Regimenter der Armee sollten die Aktion sichern. Gegen die Ausweisung der Parlementsmitglieder mobilisierte vor allem das Kanzleipersonal die Bevölkerung. Es kam zu einer allgemeinen Niederlegung der Arbeit, die Läden und Marktstände schlossen. Die Menge strömte in die Innenstadt zum Justizpalast und zum Haus des Parlementspräsidenten. Andere schlossen die Stadttore, und eine weitere Gruppe bedrohte den Sitz des königlichen Gouverneurs. Dieser war Jules Charles Henri de Clermont-Tonnerre. Er schickte die Soldaten in kleineren Einheiten an die Brennpunkte der Ereignisse. Ihr Erscheinen stachelte die Erregung noch weiter an, ohne dass die Soldaten stark genug gewesen wären, die Unruhen einzudämmen, zumal sie den Befehl hatten, nicht zu schießen. Die Einwohner stiegen auf die Dächer und bewarfen die Soldaten mit den Dachziegeln. Während sich das eine Regiment an das Verbot des Schusswaffengebrauchs hielt, eröffneten Angehörige des anderen das Feuer. Der junge Stendhal wurde Zeuge, wie die ersten Menschen getroffen wurden. Die Sturmglocke der Kathedrale wurde geläutet, und daraufhin strömten zahlreiche Bauern aus der Umgebung in die Stadt. Der Gouverneur und der Intendant der Stadt appellierten an die Parlementsräte, sofort die Stadt zu verlassen. Im Gegenzug würden die Soldaten von den Straßen geholt. Die Richter waren geneigt, das Angebot anzunehmen, aber mussten sich der Bevölkerung beugen. Der Gouverneur flüchtete aus seinem Dienstsitz, der gestürmt und geplündert wurde. Die Parlementsräte wurden im Triumph durch die Straßen getragen und zum Justizpalast geleitet. Dort hielt das Parlement eine Sondersitzung ab. Einige ältere Parlementsräte verließen die Stadt, während eine Reihe der Jüngeren wie Jean-Joseph Mounier blieben, um die Sache weiter zu treiben. Während des Tages der Ziegel war die Autorität der Regierung in Grenoble völlig zusammengebrochen, und das Militär hatte sich letztlich als hilflos erwiesen, der Proteste Herr zu werden.

## Politisierung der Bewegung

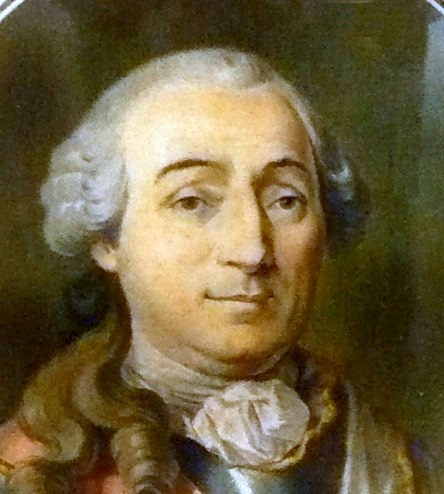
Marschall Noël Jourda de Vaux

Mit dem Tag der Ziegel war die Angelegenheit nicht vorbei, vielmehr bildete sich ein „Zentralkomitee“ vor allem getragen von Juristen, das die Sache weiter trieb. In den folgenden Wochen sorgte insbesondere Mounier dafür, dass aus dem ungeordneten Aufruhr eine politische Bewegung wurde. Er wollte mehr als nur die Wiedereinsetzung der Parlemente erreichen. Trotz des Versammlungsverbots der Behörden organisierte er im Rathaus der Stadt eine Versammlung von Vertretern aller drei Stände. Der dritte Stand stellte dabei die stärkste Gruppe. Die Versammlung schrieb an den König und forderte ihn auf, das Parlement wieder in seine Rechte einzusetzen, die Maßnahmen der letzten Zeit zurückzunehmen und die Provinzialstände einzuberufen. Bei den Wahlen zu dieser Ständeversammlung sollte der Dritte Stand genau so viele Vertreter haben wie die des Adels und des Klerus zusammen. Damit war eine der Forderungen geboren, die während der Revolution eine große Rolle spielen sollte. Die Versammlung beschloss auch, dass diejenigen, die sich an den neu eingerichteten Gerichten beteiligen würden, als Verräter gelten sollten. Außerdem bemühte man sich um die Linderung der materiellen Not. Auch wenn man nur einen Hilfsfonds plante, war auch diese Verbindung von politischen und sozialen Fragen zukunftsweisend. Die Versammlung rief dazu auf, die Bildung einer Volksvertretung der Dauphiné vorzubereiten. In der Folge empfingen die Räte im Rathaus zahlreiche Abordnungen und nahmen Petitionen entgegen. Viele von diesen ähnelten im Stil und Inhalt denen der ein Jahr später ausbrechenden Revolution. 
Unter den Augen der Soldaten des neuen Gouverneurs des Maréchal de Vaux begaben sich am 21. Juli Deputierte der drei Stände aus allen Städten der Provinz zu einer zweiten Versammlung in das Schloss Vizille bei Grenoble. Insgesamt fanden sich 491 Abgesandte ein. Davon waren 50 Geistliche (aber keine Bischöfe), 165 gehörten dem Adel und 276 dem Dritten Stand an. Abgestimmt werden sollte nach Köpfen und nicht wie bisher nach Ständen. Damit schuf man ein Vorbild für die späteren Generalstände. Mounier argumentierte nicht im Sinn des Bewahrens alter Rechte, wie es der üblichen Rhetorik der Parlementsmigtlieder entsprach. Vielmehr meinte er, dass es keine Verfassung gebe und die Generalstände die Aufgabe hätten, eine solche erst zu schaffen. Er betonte, dass die Besteuerung des Volkes nur von einer Volksvertretung beschlossen werden könne. Dabei sollte dem Dritten Stand das entscheidende Gewicht zufallen. Die Versammlung war sogar bereit, auf alte Privilegien der Provinz zu verzichten, wenn es zu einer nationalen Volksvertretung kommen sollte.
Der König stimmte der Forderung nach einer Ständeversammlung für die Dauphiné zu und erwies sich so als wenig konsequent. Auch vor dem Hintergrund der Proteste berief der König die Generalstände für 1789 ein.